# Myodes
Myodes es un género de roedores perteneciente a la familia Cricetidae. Sus especies se distribuyen por el holártico.

## Especies
Este género contiene las siguientes especies:
- Myodes andersoni (Thomas, 1905)
- Myodes californicus (Merriam, 1890)
- Myodes centralis Miller, 1906
- Myodes gapperi (Vigors, 1830)
- Myodes glareolus (Schreber, 1780)
- Myodes imaizumii Jameson, 1961
- Myodes regulus (Thomas, 1906)
- Myodes rex Imaizumi, 1971
- Myodes rufocanus (Sundevall, 1846)
- Myodes rutilus (Pallas, 1779)
- Myodes shanseius (Thomas, 1908)
- Myodes smithii (Thomas, 1905)